# Козарівське-2 (заповідне урочище)
Козарі́вське-2 — заповідне урочище в Україні. Розташоване в межах Букачівської селищної громади Івано-Франківського району Івано-Франківської області, на південь від села Козарі.
Площа 25,6 га. Статус надано згідно з рішенням облвиконкому від 17.05.1983 року № 166. Перебуває у віданні Козарівської сільської ради.
Статус надано з метою збереження природного водно-болотного комплексу лівобережної стариці Дністра.